# Afrostyrax lepidophyllus
Espèce
Statut de conservation UICN

 VU  : Vulnérable
Afrostyrax lepidophyllus est une espèce de plantes de la famille des Huacées.